# Uenoa fernandoschmidi
Uenoa fernandoschmidi är en nattsländeart som beskrevs av Lazar Botosaneanu 1979. Uenoa fernandoschmidi ingår i släktet Uenoa och familjen Uenoidae. Inga underarter finns listade i Catalogue of Life.